# Ehrenmal an die Opfer von Krieg und Gewaltherrschaft

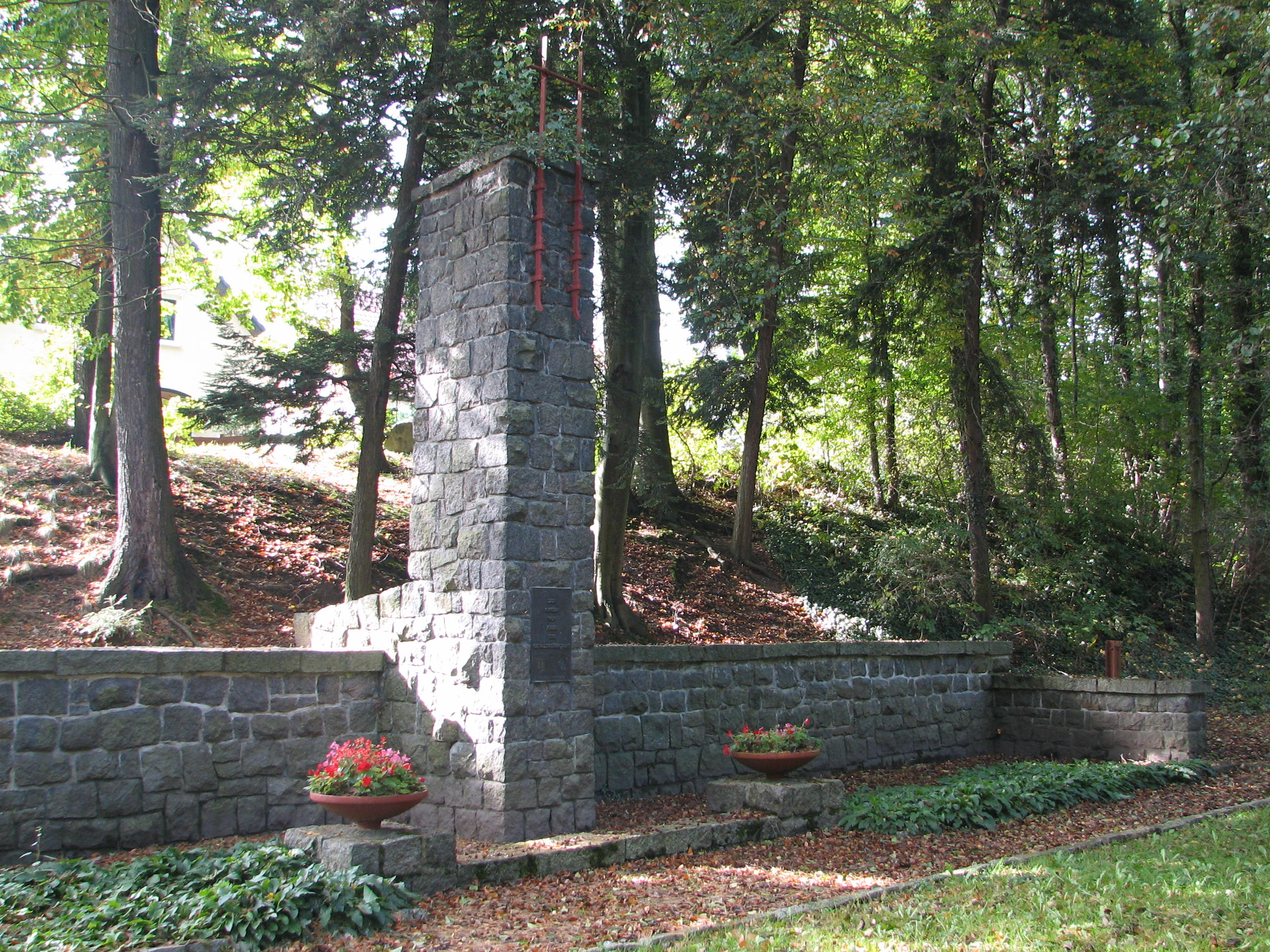
Das Ehrenmal nach der Sanierung (2011)

Das Ehrenmal an die Opfer von Krieg und Gewaltherrschaft befindet sich im Stadtteil Wurgwitz der Großen Kreisstadt Freital im Landkreis Sächsische Schweiz-Osterzgebirge. Es steht unter Denkmalschutz.

## Lage
Das Bauwerk befindet sich an der Flurgrenze zwischen Wurgwitz und Niederhermsdorf an der Wiederitz. Nördlich der Anlage verläuft die Staatsstraße 36 auf ihrem Abschnitt zwischen Wurgwitz und Kesselsdorf. Direkt östlich des Denkmals zweigt die Straße Zur Wiederitz von der Staatsstraße ab und überbrückt die Wiederitz. Direkt hinter der Brücke befindet sich der Zugang zu der Anlage.

## Geschichte
Das Ehrenmal wurde ab August 1934 zum Gedenken an die 56 im Ersten Weltkrieg Gefallenen in den damaligen Gemeinden Wurgwitz und Niederhermsdorf von Arbeitslosen errichtet. Kernstück des Denkmals ist eine Steinsäule, die zu beiden Seiten von einer Mauer eingeschlossen wird. Vor zwei niedrigeren Säulen mit Pflanzkübeln befand sich nach der Einweihung ein Wasserbecken. Dieses ist heute nicht mehr vorhanden. In einer Stahlkassette wurden die Namen der Opfer hinterlegt. Die Nationalsozialisten nutzten den Ort seit Einweihung des Denkmals im September 1934 für ihre Propaganda. 
Nach dem Zweiten Weltkrieg, der etwa 170 Opfer in der Gemeinde forderte, sollte das Ehrenmal zu einer Gedenkstätte für die Gefallenen beider Weltkriege umgestaltet werden. Die sächsische Landesregierung untersagte die Arbeiten jedoch, auch wurden die nach 1960 vorgebrachten Restaurierungswünsche für die Anlage nicht berücksichtigt. Nach der Wende wurden die Umbaumaßnahmen schließlich doch durchgeführt, 2008 wurde die Anlage grundlegend instand gesetzt. Außerdem wurde eine Gedenktafel an dem Ehrenmal angebracht, die am 22. Mai 2008 enthüllt wurde.